# Åbo–Toijala-banan
| Straight track |

| Station on track |

| Unknown BSicon "ABZgr" |

| Unknown BSicon "eHST" |

| Unknown BSicon "PSL" |

| Unknown BSicon "eHST" |

| Unknown BSicon "PSL" |

| Unknown BSicon "eHST" |

| Non-passenger station/depot on track |

| Unknown BSicon "eHST" |

| Station on track |

| Unknown BSicon "eHST" |

| Station on track |

| Unknown BSicon "eHST" |

| Unknown BSicon "PSL" |

| Unknown BSicon "eHST" |

| Unknown BSicon "eHST" |

| Unknown BSicon "ABZg+r" |

| Station on track |

| Unknown BSicon "ABZgl" |

| Straight track |

| Station on track |

| Unknown BSicon "ABZgr" |

| Unknown BSicon "eHST" |

| Unknown BSicon "PSL" |

| Unknown BSicon "eHST" |

| Unknown BSicon "PSL" |

| Unknown BSicon "eHST" |

| Non-passenger station/depot on track |

| Unknown BSicon "eHST" |

| Station on track |

| Unknown BSicon "eHST" |

| Station on track |

| Unknown BSicon "eHST" |

| Unknown BSicon "PSL" |

| Unknown BSicon "eHST" |

| Unknown BSicon "eHST" |

| Unknown BSicon "ABZg+r" |

| Station on track |

| Unknown BSicon "ABZgl" |

Åbo–Toijala-banan är en bansträckning som tillhör det finländska bannätet och som löper från Toijala till Åbo. Banans längd uppgår till 131 kilometer och den färdigställdes 1876. Banan elektrifierades år 2000. Persontågen mellan Åbo och Tammerfors trafikerar denna bana.

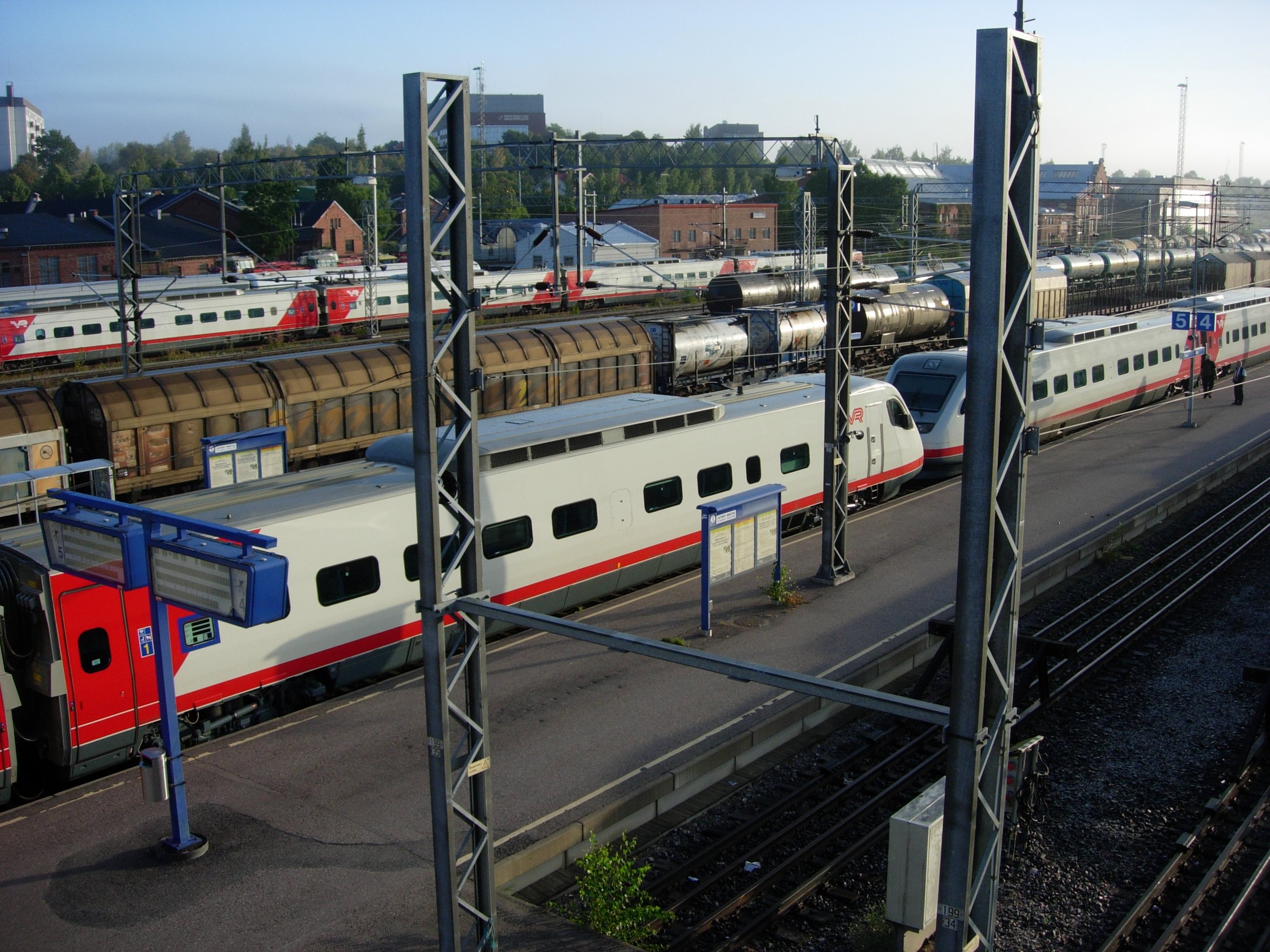
Åbo centralstation
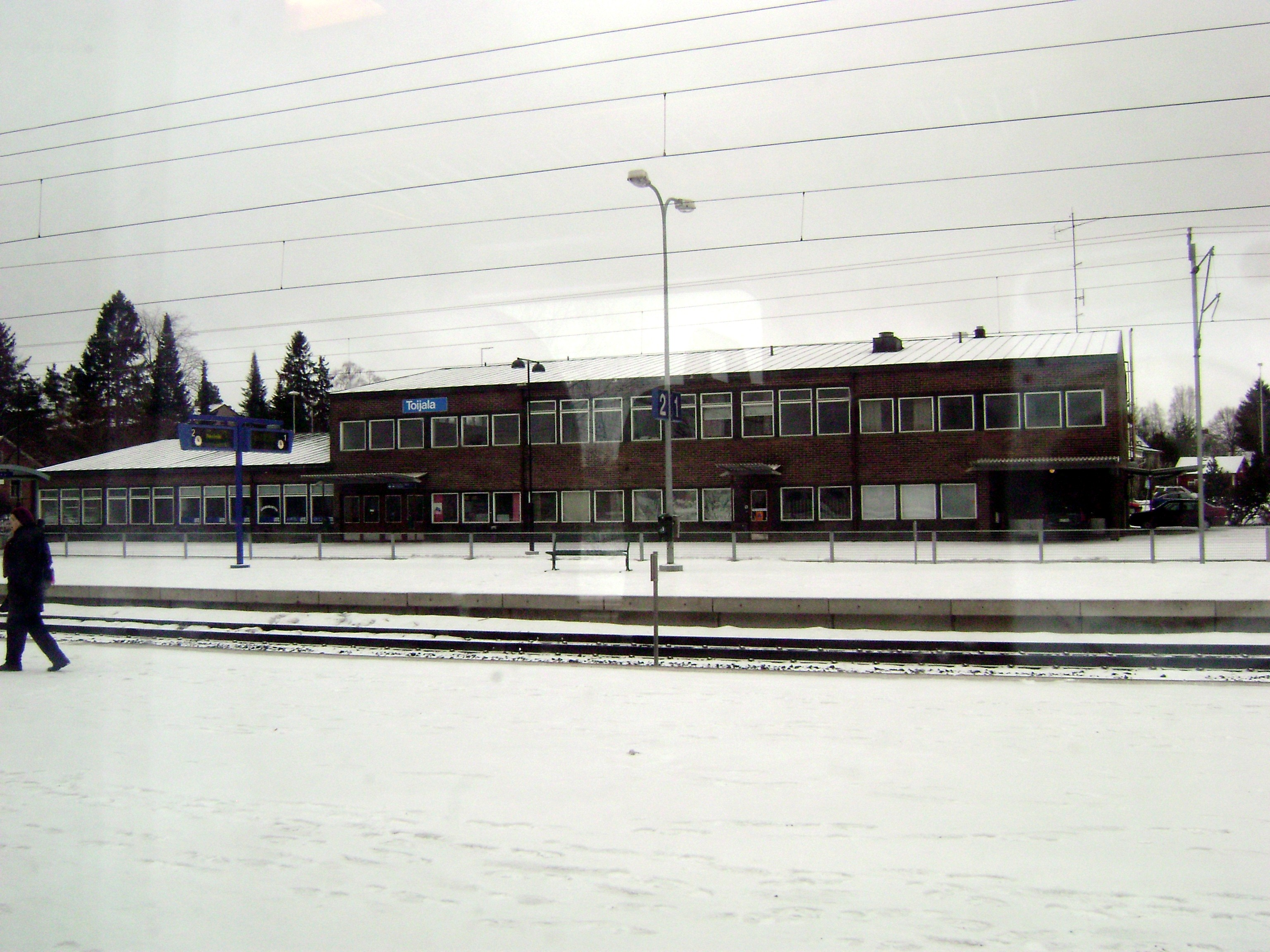
Toijala järnvägsstation